# Urium (Hispania)
Urium era el nombre de un asentamiento romano que correspondería al actual municipio español de Minas de Riotinto, en la provincia de Huelva. Investigaciones modernas han identificado el yacimiento arqueológico de la Llano de los Tesoros/Corta del Lago con el núcleo de Urium.

## Historia
La existencia de este asentamiento estuvo ligada a la actividad de las explotaciones mineras de Riotinto, de gran importancia en época imperial por la producción de plata y cobre. Durante la Antigüedad autores como el geógrafo griego Ptolomeo ya hicieron referencia a la existencia de este núcleo, que aparece citado en las fuentes como «Urium» o como «Urion», y cuya ubicación ha sido situada en la zona del Llano de los Tesoros/Corta del Lago. Se trató de un poblado minero que ostentó el estatus de centro administrativo, siendo además lugar de residencia del representante del fisco imperial, el procurator metallorum, cuya presencia se ha evidenciado a través de registros epigráficos localizados en la zona.
El asentamiento de Urium continuó estando habitado al menos hasta los siglos IV-V, durante la época bajoimperial.